# One Liberty Plaza
El One Liberty Plaza, anteriormente el U.S. Steel Building, es un rascacielos ubicado en el Lower Manhattan, Nueva York, en la antigua ubicación del Singer Building (edificio más alto jamás desmantelado) y el City Investing Building. El One Liberty Plaza es propiedad y es operado por Brookfield Office Properties. El edificio tiene 227 metros del altura y 54 pisos. Fue completado en 1972. Con aproximadamente 200.000 m² de superficie, cada piso ofrece al menos 3.700 m² de espacio para oficinas, convirtiéndose en uno de los edificios de oficinas más grandes de Nueva York.
La fachada es negra, y consiste en un marco estructural de acero. Fue originalmente encargado por U.S. Steel. Una vez albergó la sede de Merrill Lynch. Actualmente hay diversos inquilinos ocupando el espacio, desde grandes bufetes de abogados hasta agencias públicas y sin ánimo de lucro como el Lower Manhattan Development Corporation y el National September 11 Memorial & Museum, así como otras organizaciones.
Elstá rodeado por Broadway, Cortlandt Street, Church Street, y Liberty Street. Al sur se encuentra el Zuccotti Park, antiguamente llamado Liberty Plaza Park.

## Historia

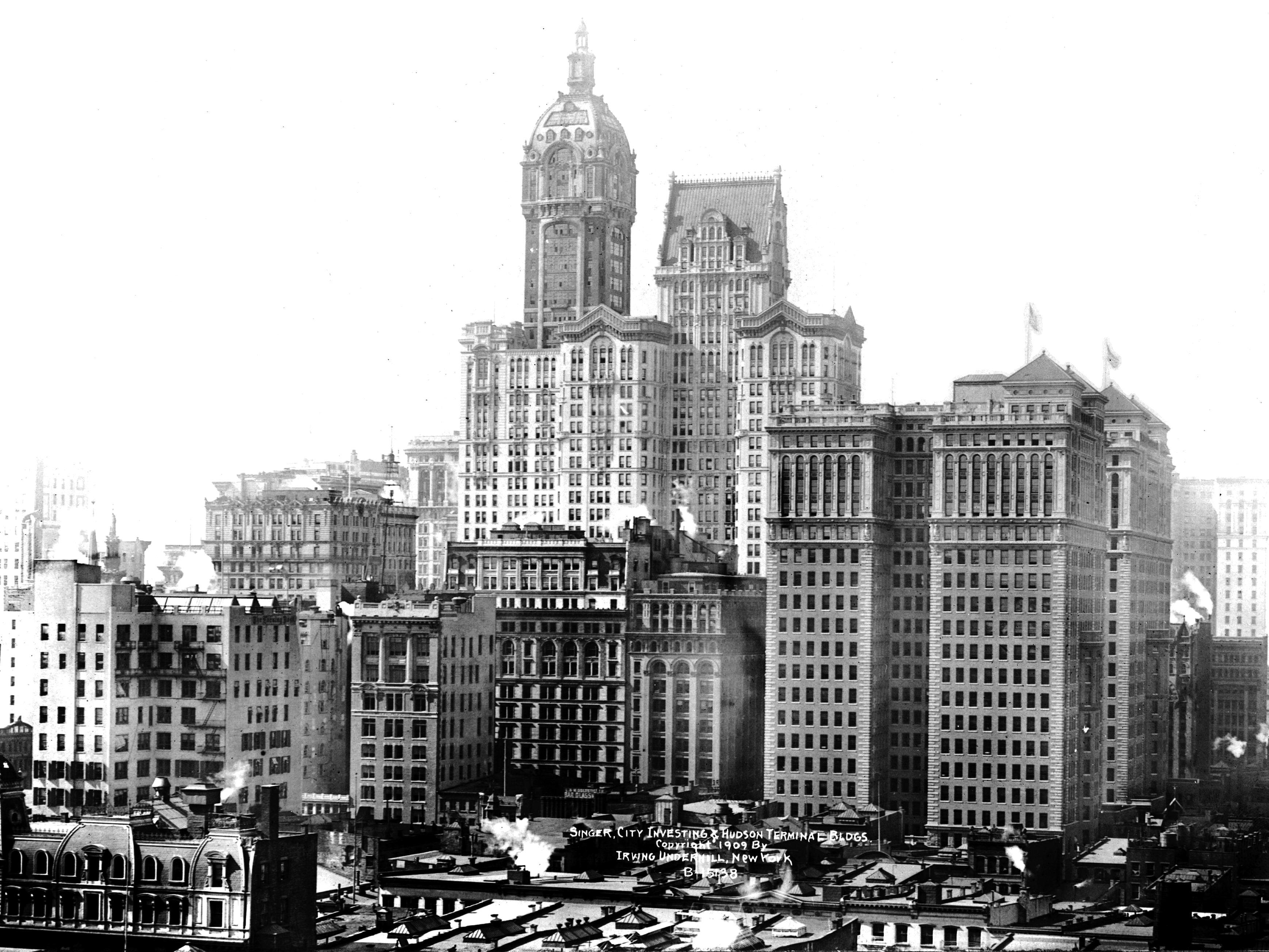
El Singer Building y el City Investing Building

Para construir el One Liberty Plaza, el famoso Singer Building fue demolido en 1968. Terminado en 1908, fue el edificio más alto del mundo durante un período. El adyacente City Investing Building también fue destruido, otorgando el espacio necesario para el One Liberty Plaza.
En 1989 fue renovado, lo que supuso la creación de un nuevo vestíbulo y un nuevo sistema de ascensores. Ambos tienen un extenso sistema de seguridad, y el edificio tiene una conexión con la estación del metro de Nueva York de Fulton Street Transit Center () en el sótano.
Es adyacente al sitio del World Trade Center. Después de los ataques del 11 de septiembre de 2001, el edificio tenía ventanas rotas y leves daños en la fachada. La tienda de Brooks Brothers ubicada en la planta baja fue usada temporalmente como morgue en los días posteriores al ataque.

## Inquilinos
El One Liberty Plaza el núcleo de la actividad de Wall Street, albergando la sede del NASDAQ OMX Group (3 pisos) y el salón de transacciones de RBC Capital Markets. Los mayores inquilinos son Goldman Sachs (8 pisos), Scotiabank (5 pisos), el Lower Manhattan Development Corporation, y el bufete de abogados financieros Cleary Gottlieb Steen & Hamilton (531 abogados en 11 pisos). También alberga las oficinas de Empire Blue (2 pisos), el Investment Technology Group, aseguradoras como Sirius America, Mutual of America, Swiss Re, Generali y Allianz.

## Galería

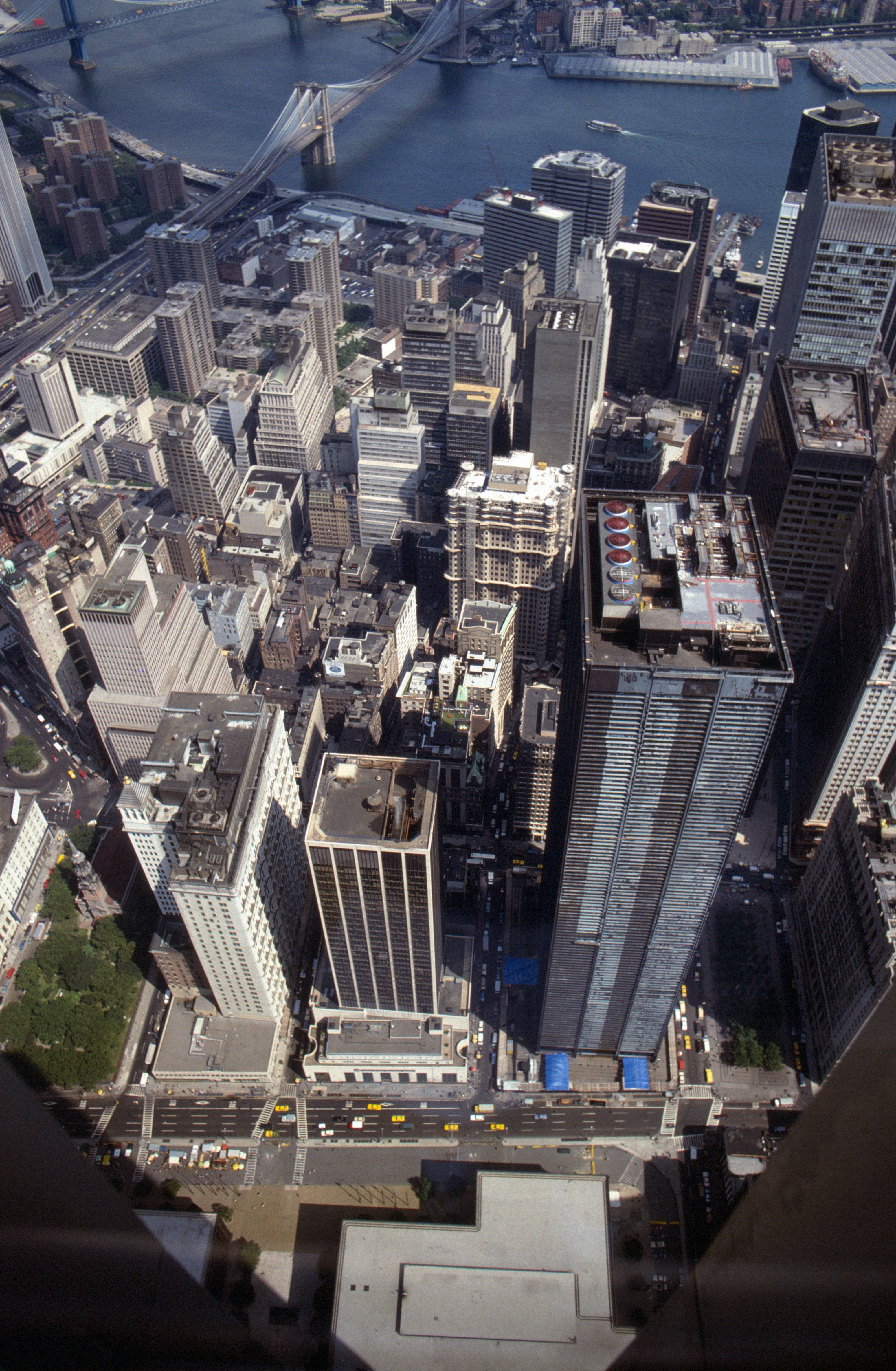
Vista desde el WTC
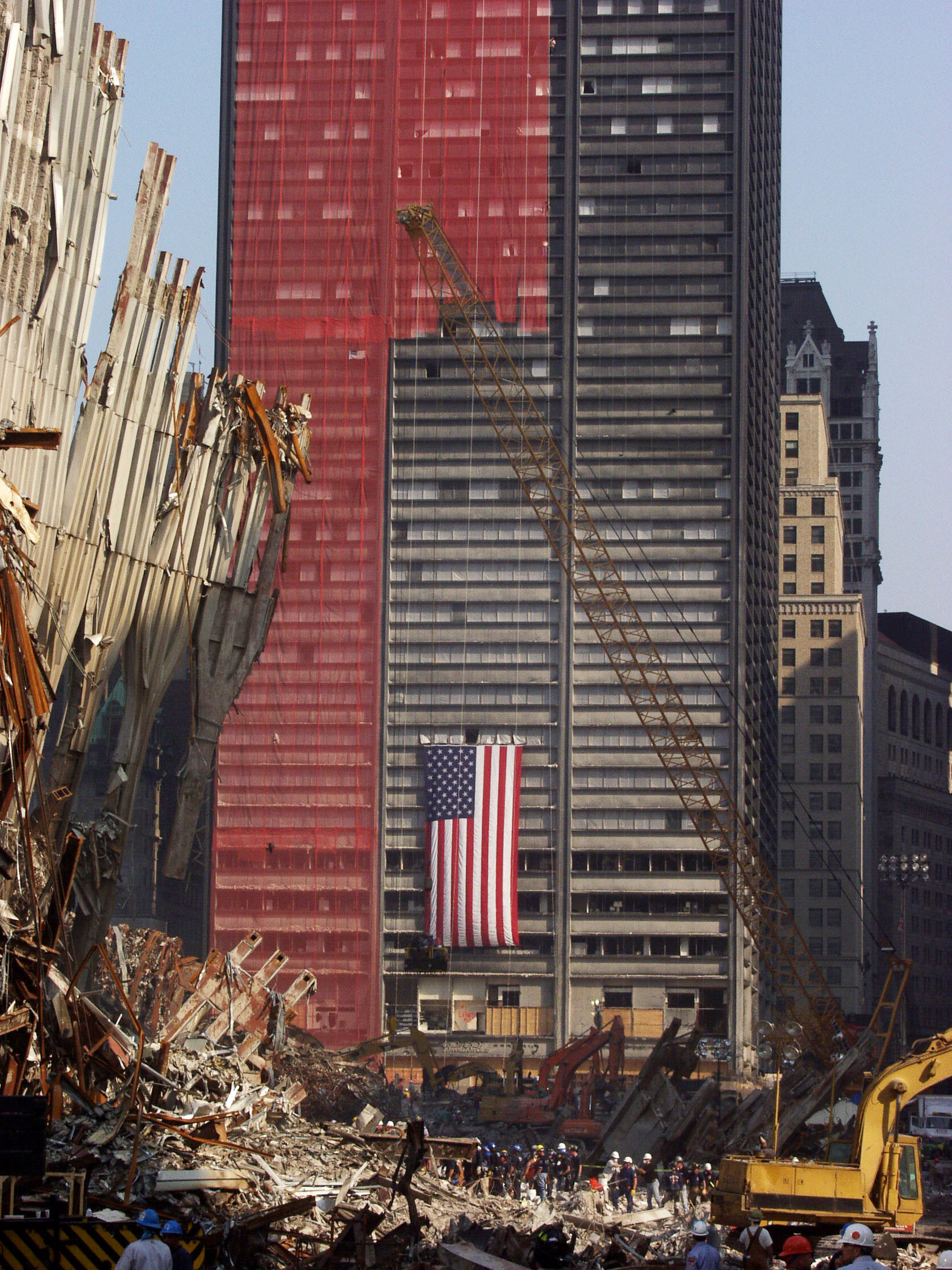
Tras el 11 S
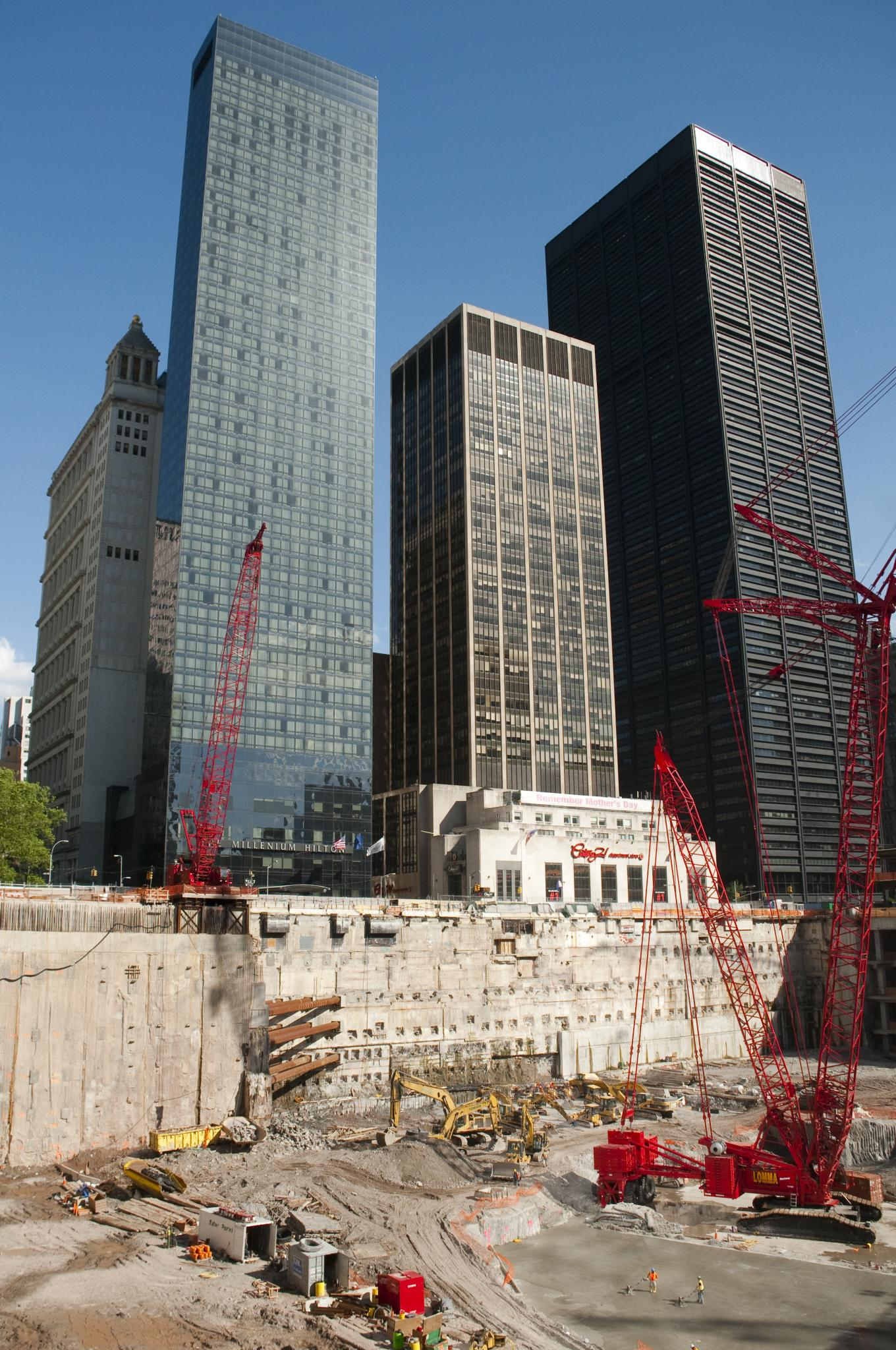
Tras el 11 S
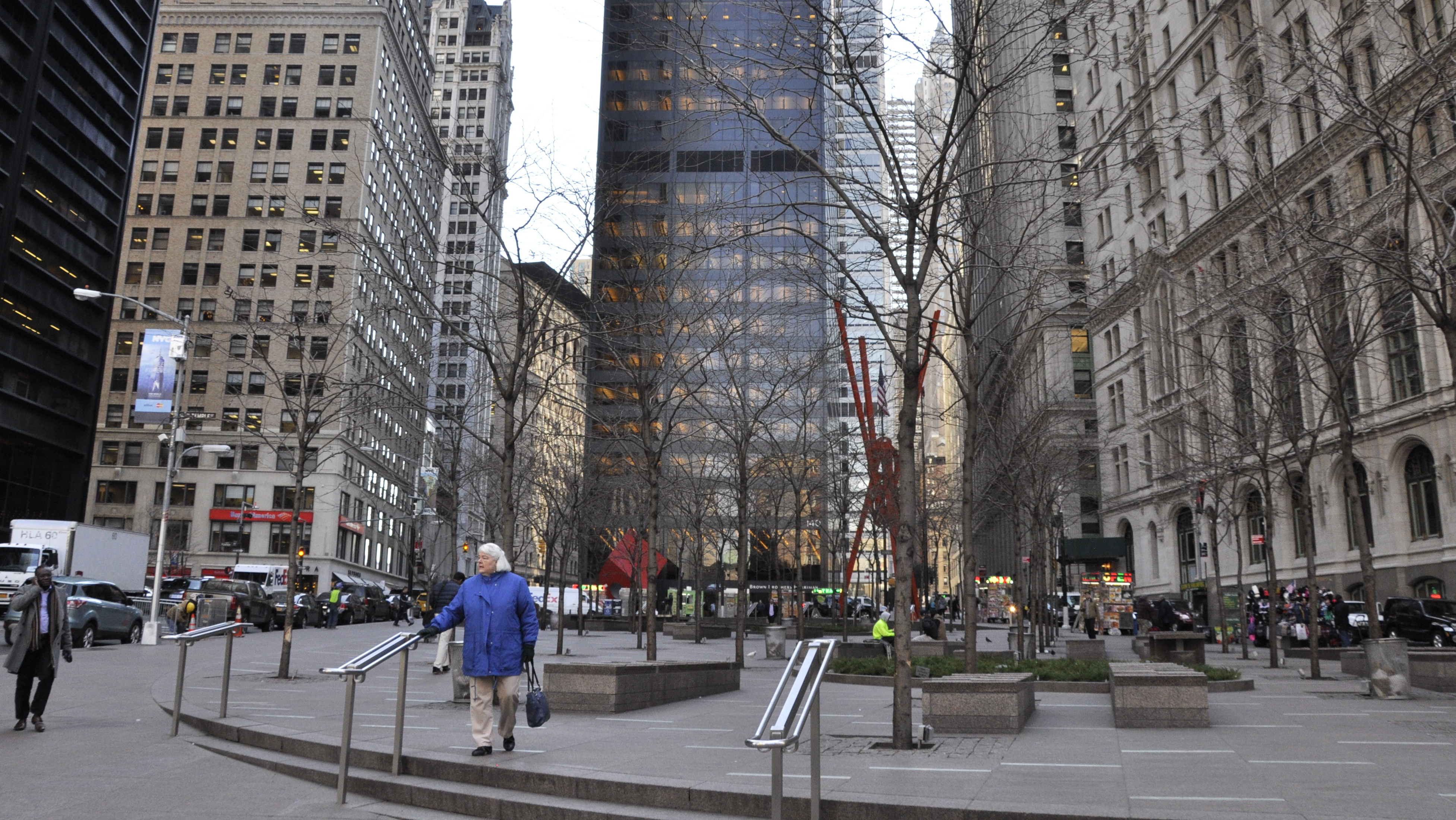
Desde Zuccotti Park
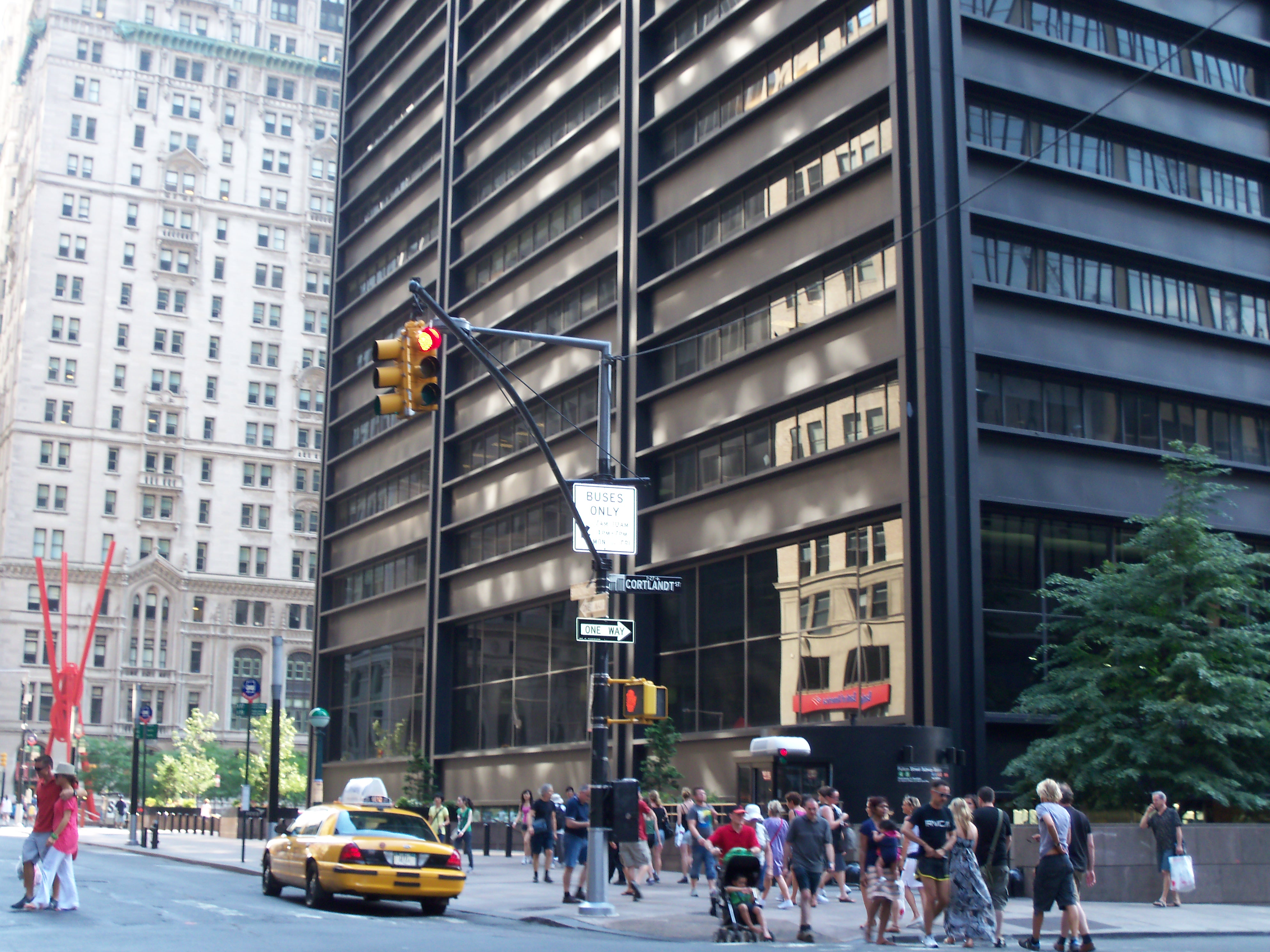
Desde Cortland
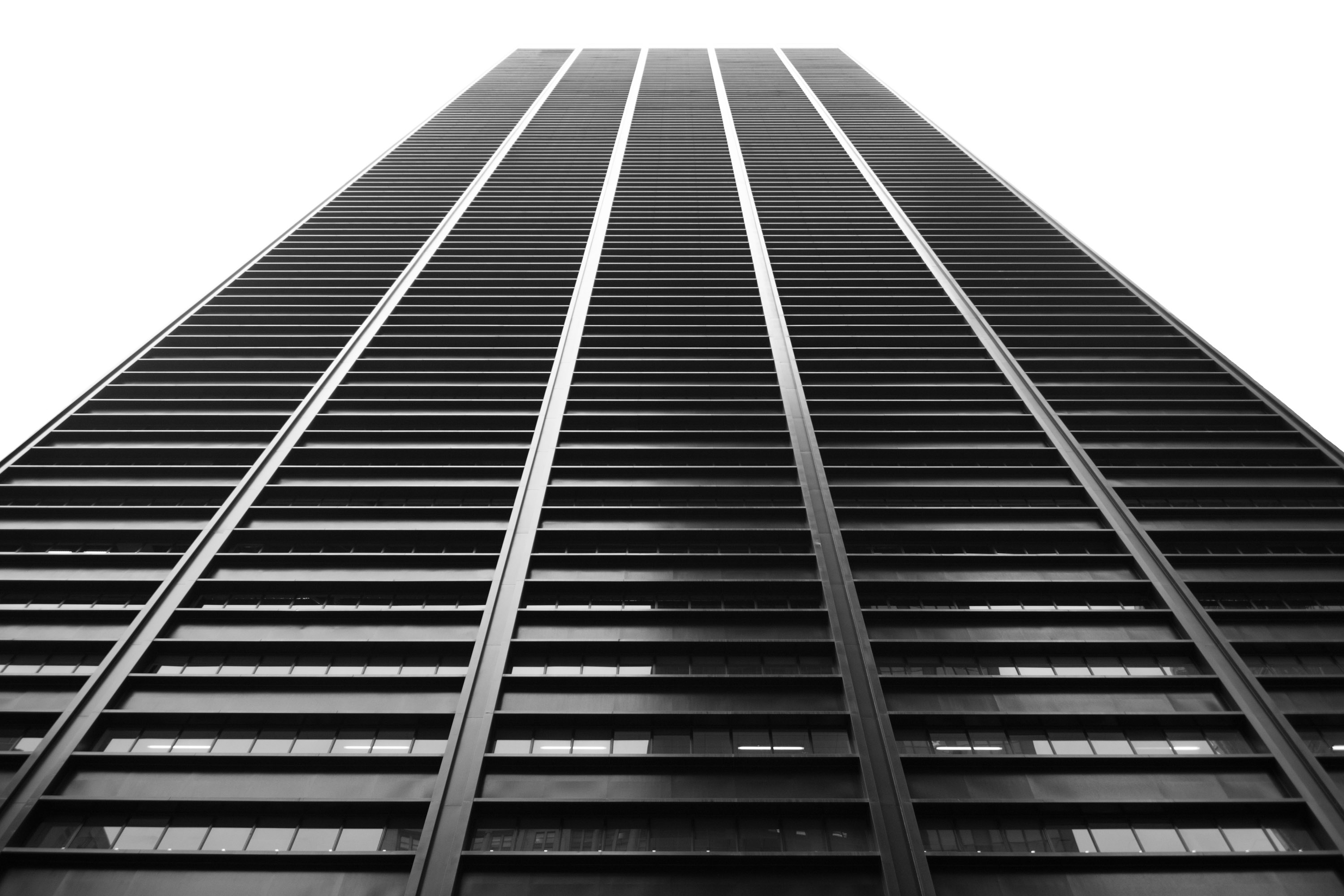
Vista desde Broadway
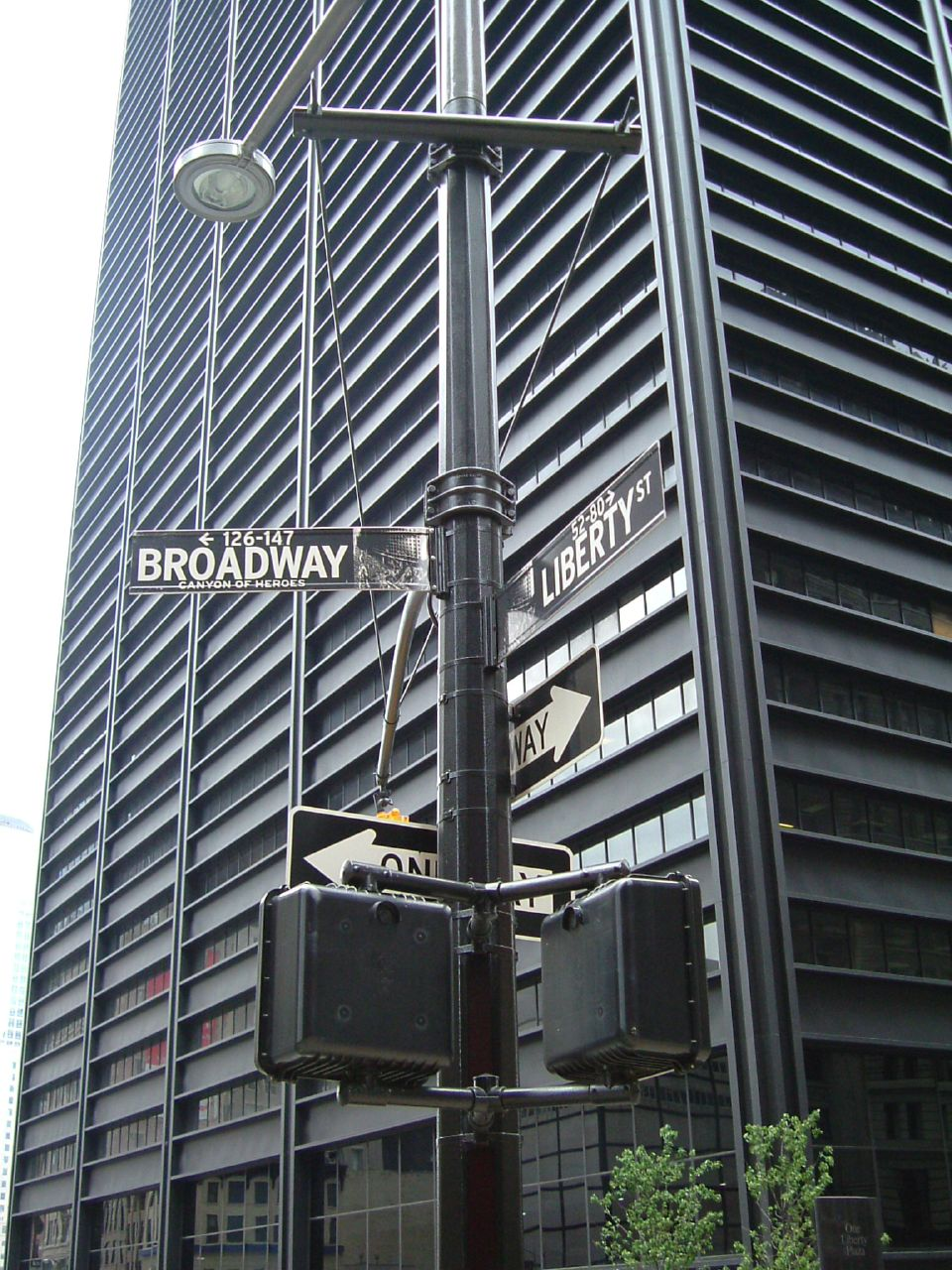
Broadway con Liberty